# Храмков, Иван Петрович
Иван Петрович Храмков (29 августа 1905, Полотняный Завод, Калужский уезд, Калужская губерния, Российская империя — 19 августа 1977, Москва, СССР) — советский государственный и партийный деятель. Первый секретарь Кустанайского обкома КП Казахстана (1954—1959), участник Великой Отечественной войны.

## Биография
Родился 26 августа 1905 г. в посёлке Полотняный Завод Калужского уезда Калужской губернии Российской империи в семье русского рабочего. С августа 1920 г. слесарь государственной бумажной фабрики в Полотняном Заводе. После вступления в комсомол в 1924 году стал секретарём ячейки ВЛКСМ на фабрики. С февраля 1926 г. кандидат в члены ВКП(б). С февраля 1927 г. секретарь Говардовского (Бухаринского) районного комитета ВЛКСМ в с. Кондрово Калужской губернии и одновременно вступил в коммунистическую партию. С января 1929 г. заведующий агитационно-массового отдела Калужского губернского комитета ВЛКСМ. С сентября 1929 г. заведующий сельско-хозяйственной профшколой в с. Переславичи Черепетского района Московской области. С августа 1930 г. секретарь ячейки ВКП(б) текстильной фабрики в с. Рязановка Подольского района Московской области. С января 1931 г. заведующий организационным отделом Богородицкого районного комитета ВКП(б) в Московской области. С сентября 1931 г. секретарь ячейки ВКП(б) и партийный организатор Московского комитета ВКП(б) шахт № 51 и № 54 Товарковского рудника в п. Каганович Товарковского района Московской области. С сентября 1934 г. студент Всесоюзного коммунистического сельскохозяйственного университета имени Я. М. Свердлова в Москве. С ноября 1937 г. и.о. 2-го секретаря, 2-й секретарь Карачаевского областного комитета ВКП(б). С октября 1939 г. секретарь по пропаганде, с декабря 1941 г. секретарь по промышленности Орджоникидзевского краевого комитета ВКП(б). С августа 1942 г. комиссар партизанских отрядов в Орджоникидзевском крае. С января 1943 г. секретарь по промышленности Ставропольского краевого комитета ВКП(б). С августа 1943 г. 1-й секретарь Пятигорского городского комитета ВКП(б) в Ставропольском крае. С сентября 1945 г. слушатель Высшей партийной школы при ЦК ВКП(б) в Москве. С сентября 1948 г. заведующий отдела агитации и пропаганды ЦК Коммунистической партии Казахстана. В 1948 году закончил МГУ им. Ломоносова по специальности учитель средней школы, преподаватель высшего технического учебного заведения. С января 1954 г. 1-й секретарь Кустанайского областного комитета КП Казахстана. С апреля 1959 г. начальник Главного управления Министерства культуры РСФСР. С июня 1961 г. директор издательства «Сельхозиздат», которое с марта 1964 г. носило название «Колос», член коллегии Министерства культуры СССР. Умер в Москве 19 августа 1977 года.
В 1949—1959 годах — член ЦК Компартии Казахстана. Делегат XVIII-XX съездов КПСС. Депутат Верховного Совета СССР 4-5 созыва. Депутат Верховного Совета Казахской ССР 3-го созыва.

## Награды
Награждён дважды орденом Ленина, орденом Трудового Красного Знамени, орденом «Знак Почёта», орденом Октябрьской Революции (1975) и 4 медалями, в том числе «За победу над Германией в Великой Отечественной войне 1941–1945 гг.».